# Othniel Dossevi
Othniel Dossevi (né le 13 janvier 1947 à Lomé au Togo) est un footballeur togolais naturalisé français. Il était attaquant. 
Il est le père des athlètes Damiel Dossevi et Narayane Dossevi, le frère de l'ancien footballeur Pierre-Antoine Dossevi et l'oncle de Thomas Dossevi et de Mathieu Dossevi.

## Biographie
Il est le premier joueur africain du Paris Saint-Germain et le premier buteur de ce club au Parc des Princes.
Il était professeur agrégé de latin, de grec, de français et de littérature au lycée Camille Jullian de Bordeaux jusqu'en 2013.

## Carrière
- 1962-1963 :  Étoile Filante de Lomé
- 1963-1967 :  Tours FC
- 1967-1971 :  AS montferrandaise
- 1971-1972 :  Ambert
- 1972-1975 :  Paris SG
- 1975-1977 :  Paris FC
- 1977-1978 :  ASC Jeanne d'Arc